# Tułun
Tułun – miasto w Rosji, w obwodzie irkuckim. Nazwa pochodzi z języków turkijskich. W 2010 roku liczyło 44 611 mieszkańców.